# Ludwig (Étampes)

Wappen Ludwigs

Ludwig (* wohl Anfang 1336; † 6. Mai 1400 in Paris) war 1336 Graf von Étampes und Gien, Seigneur de Dourdan et de Gallardon, d‘Aubigny, de Beaufort, de Soleines et de Lunel, Pair von Frankreich, Herr von Lara und Titulargraf von Biskaya. Er war der älteste Sohn von Karl von Évreux († 1336), Graf von Étampes und Pair von Frankreich, und Maria de La Cerda († 1379), und damit ein Vetter des Königs Karl II. von Navarra.
Am 16. Januar 1357 heiratete er Johanna von Eu (Jeanne d’Eu), Herrin von Château-Chinon, Dracy, Orover, Les Places, Beauche, Toussy, Huran und Hormes († 6. Juli 1389 in Sens), Tochter von Raoul I. de Brienne, Graf von Eu, Connétable von Frankreich, und Witwe von Gautier VI. de Brienne, Herzog von Athen, Connétable von Frankreich (beide aus dem Haus Brienne). Die Ehe blieb kinderlos.
Im Jahr 1360 war er einer der vier Prinzen von Geblüt, die zur Bekräftigung des Friedens von Brétigny als Geiseln gestellt wurden.
| Personendaten    | Personendaten                                  |
| ---------------- | ---------------------------------------------- |
| NAME             | Ludwig                                         |
| KURZBESCHREIBUNG | Graf von Étampes und Gien, Pair von Frankreich |
| GEBURTSDATUM     | um 1336                                        |
| STERBEDATUM      | 6. Mai 1400                                    |
| STERBEORT        | Paris                                          |